# Patrizia Maestri
Patrizia Maestri (Trecasali, 30 maggio 1954) è una politica italiana.

## Biografia
Sposata e con una figlia. Dopo il diploma, inizia a lavorare in Upim. Intraprende subito l'attività sindacale come delegata e dopo qualche anno entra nella Cgil come responsabile del coordinamento femminile. Per quattro anni è componente del centro di parità provinciale di Parma. In seguito è Segretaria Generale della categoria del commercio, componente di segreteria confederale con delega al mercato del lavoro, segretaria generale del sindacato pensionati e infine segretaria generale della camera del lavoro di Parma, la prima donna dalla nascita della camera del lavoro dopo 117 anni.

### Elezione a deputato
Alle elezioni politiche del 2013 viene eletta deputata della XVII legislatura della Repubblica Italiana nella circoscrizione XI Emilia Romagna.